# Garra yiliangensis
Garra yiliangensis är en fiskart som beskrevs av Wu och Chen, 1977. Garra yiliangensis ingår i släktet Garra och familjen karpfiskar. IUCN kategoriserar arten globalt som otillräckligt studerad. Inga underarter finns listade i Catalogue of Life.